# Yaacov Agam
Yaacov Agam (Rishon LeZion (Brits mandaatgebied Palestina), 11 mei 1928) is een Israëlisch beeldend kunstenaar, schilder en beeldhouwer. Hij is een vertegenwoordiger van de kinetische kunst.

## Leven en werk
Agams oorspronkelijke naam was Jacob Gipstein, andere door hem gebruikte namen waren Ya’akov Agam en Yaacov Gipstein.
Agam werd geboren in een religieuze familie (zijn vader was een rabbi). Hij kreeg zijn opleiding van 1946 tot 1950 aan de Bezalel Academy of Art and Design in Jeruzalem van Mordechai Ardon, die hem sterk heeft beïnvloed. Vanaf 1951 studeerde hij in Parijs aan het Atelier d'art abstrait en aan de Académie de la Grande Chaumière. Zijn eerste solotentoonstelling had Agam in 1953 bij Galerie Craven. Twee jaar later nam hij deel aan de eerste internationale expositie voor kinetische kunst Le Mouvement bij Galerie Denise René in Parijs (1955), met zulke pioniers als Jesús Rafael Soto, Carlos Cruz-Diez, Pol Bury, Alexander Calder en Jean Tinguely.
In 1964 nam Yaacov Agam deel aan de documenta III in Kassel.
Het werk van Agam bestaat al vanaf de vijftiger jaren meestal uit abstracte, kinetische kunst. Kenmerkend voor zijn werk zijn naast beweging, licht en geluid, zijn pogingen de beschouwer van zijn werk tot participatie te bewegen. Zijn meest bekende werken zijn "Double Metamorphosis III" (1965), "Visual Music Orchestration" (1989) en fonteinen in Parijs (La Défense) uit 1975 en Tel Aviv (Dizengoffplein) uit 1986.
In 1999 ontwierp hij een monument ter gelegenheid van de herbouw van de Asociación Mutual Israelita Argentina (AMIA) in Buenos Aires, dat werd verwoest bij de bomaanslag van 18 juli 1994, waarbij 85 doden vielen.

## Fotogalerij

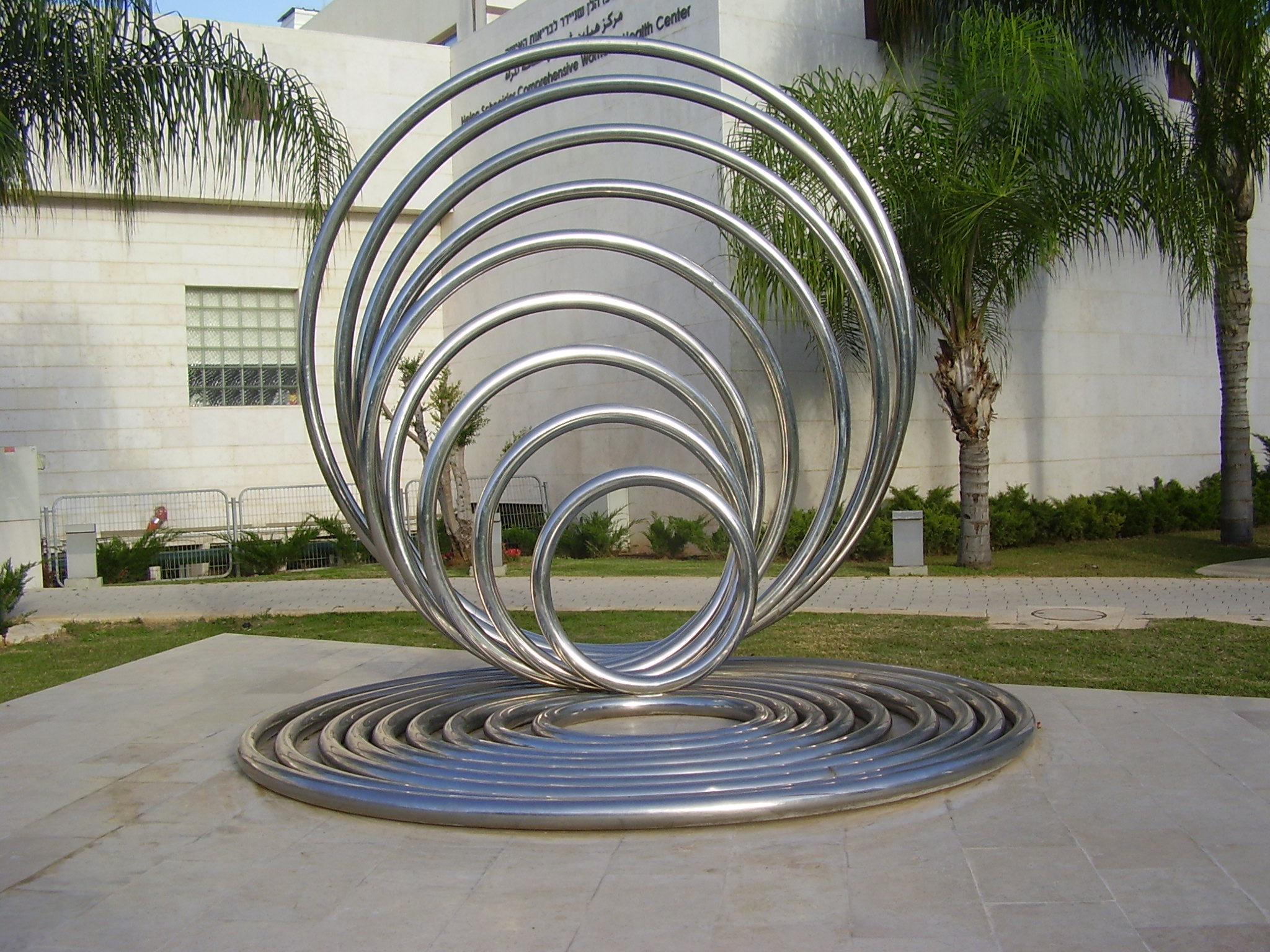
sculptuur Beilinson Hospitaal, Petah Tikva